# Alfred Gaspart
Alfred Gaspart, né le 3 août 1900 à San-Nicolas-de-los-Arroyos en Argentine et mort le 12 mars 1993 à Paris, est un peintre, dessinateur et photographe français d’origine argentine.

## Biographie

### Jeunesse
Alfred Gaspart naît le 3 août 1900 à San-Nicolas-de-los-Arroyos, en Argentine, de mère argentine et de père émigré français d’origine basque. En 1903, à la suite du décès accidentel de ses parents, il s’installe en France, à Chatou, accompagné de ses deux sœurs dont Paule, de sept ans son aînée. Une relation gémellaire les lie. Elle est sa muse, sa complice, sa « sœur terrestre » tant dans son œuvre picturale que dans son travail photographique.
Après des études secondaires, fasciné par l’art et la poésie et d’une grande sensibilité, il s’inscrit dans les cours de l’école Germain Pilon. Puis, il entre à l’École nationale des beaux-arts de Paris dans l’atelier de Fernand Cormon.
Dans les années trente, il s'installe au cœur du quartier de Montparnasse à Paris. De nature discrète, il fait néanmoins parti du milieu intellectuel et artistique de l'Entre-deux-guerres. À la même époque, il voyage seul autour de la Méditerranée, source d'inspiration pour ses recherches artistiques. Il en ramène des peintures, croquis et cahiers de voyage. En Espagne, il peint des orphelins. Cette période de son travail pictural est appelée "La période grise". Il est alors remarqué par les critiques et les galeries d'art, tant pour son talent que pour sa sensibilité.
L'homme de lettre et critique André Salmon écrit en 1934 : "Le solitaire Gaspart, tout de même livré désormais à l'attention de tous, est appelé à jouer, parmi ceux de son temps, le rôle d'un Derain de son âge."
De 1935 à 1936, il part un an à Beaune en Bourgogne pour peindre, dessiner et photographier le travail des vignerons.

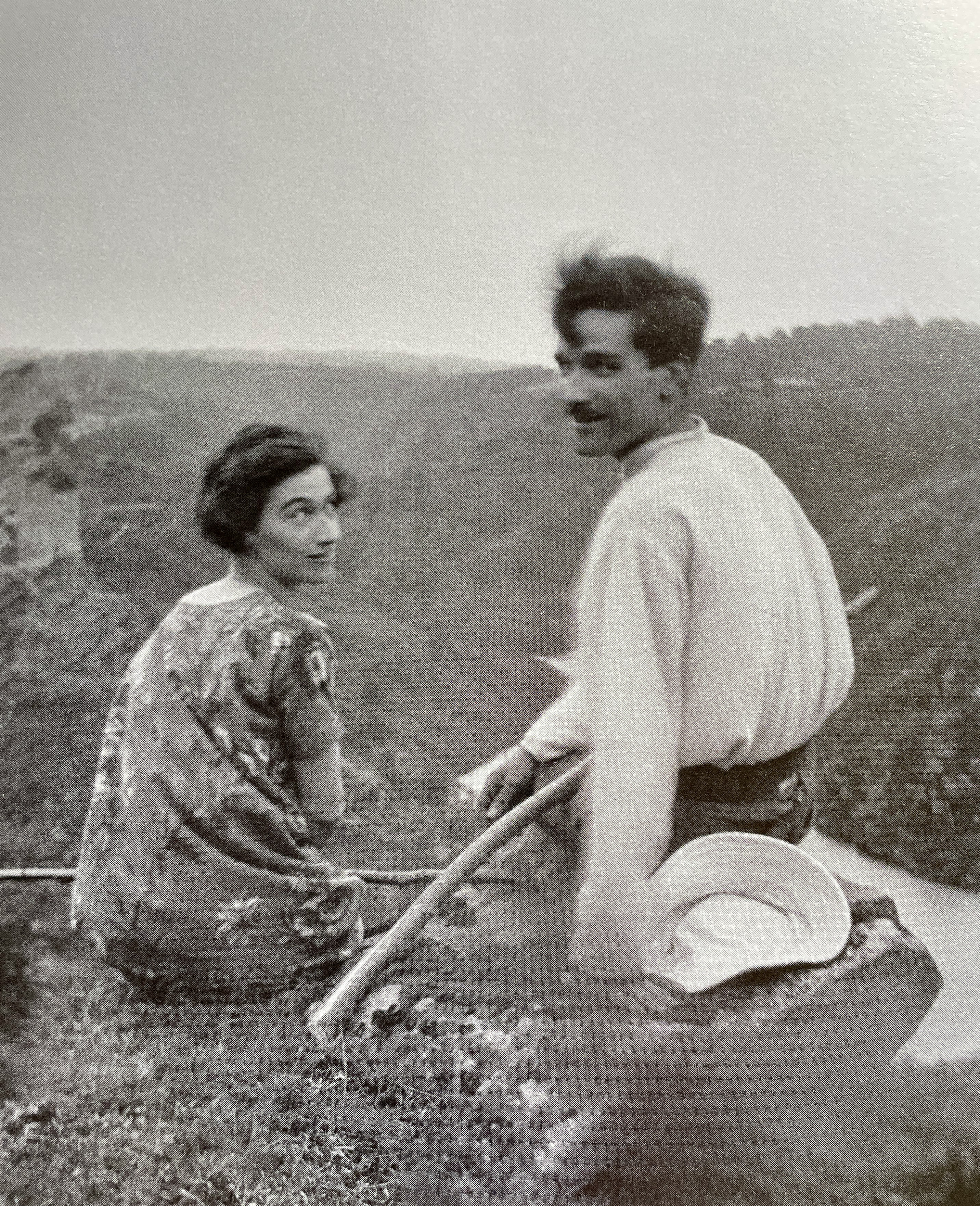
Paule et Alfred Gaspart. Archives de la famille Gaspart.

### Les années de guerre
Le 21 juin 1940, Alfred Gaspart est fait prisonnier de guerre à Saint-Dié, en Lorraine. Il commence alors la rédaction de notes journalières, qu'il n'achève qu'à sa libération. Deux tentatives d'évasion, en 1941 et 1942, le conduisent d'abord au camp de Ludwigsburg, puis au Stalag VII A, en Bavière. Malade, très affaibli, il se lie d'amitié avec le jeune sculpteur Volti. Son énergie et sa générosité l'aident à retrouver le goût du travail artistique.
Tous deux travaillent intensément, et à partir de la fin de 1942, ne cessent de reproduire les scènes dont ils sont témoins : "A cette époque, Voltigerno et son ami Alfred, furent des dessinateurs de guerre dont ils furent acteurs et témoins et dont avec leurs camarades, ils souffrirent au quotidien."
En 1943, Volti, réformé, rentre en France. Soucieux de témoigner de leur vie au camp, il rapporte à Paris les œuvres picturales et les notes journalières de son ami et les transmet à Paule Gaspart. Dans une lettre non datée, Alfred Gaspart écrit à sa sœur : "Chère Paulus, Le meilleur des messagers te dira la réalité de l’existence au camp ; vraiment c’est un frère que le destin m’a fait rencontrer dans un instant de détresse ; de plus grand artiste. J’aimerais beaucoup (l’occasion se présentant d’exposer quelques dessins dans une galerie) que vous parliez également de lui. L’émulation devant le pathétique fut intense entre nous deux."
En octobre 1944, sous le pseudonyme de Timour, Alfred Gaspart reçoit pour ses peintures le premier prix du Concours de la captivité décerné par l'YMCA de Genève, dont le thème est : "La vie au camp par l'image". Un ouvrage est publié en 1945 sous le titre d'Exils. En mars 1944, il est transféré dans un Kommando à l’abbaye de Benediktbeuern où il y demeure jusqu’à sa libération en mai 1945.

### L'Après-guerre
De retour à Paris, éprouvé par sa captivité et les horreurs des camps, il refuse de montrer son travail et ne répond pas aux multiples sollicitations, comme l’atteste, entre autres, ce courrier de la Fédération nationale des combattants prisonniers de guerre, daté du 25 janvier 1965 :
« Monsieur et cher camarade,
 À l’occasion de l’« Exposition internationale d’œuvres de captivité »  que la Fédération nationale des combattants prisonniers de guerre a organisé au Palais de Beaux-Arts de Bruxelles en 1956, j’avais vainement essayé d’entrer en contact avec vous. Votre ami Volti en avait été particulièrement navré, car il vous considère comme un des meilleurs dessinateurs français de ce temps et, votre participation à une telle manifestation n’aurait pas manqué d’en relever sérieusement la qualité. »
De nombreuses personnalités regrettent son silence, mais Gaspart n’expose plus ses œuvres. André Salmon insiste pourtant et en 1951, dans l’ouvrage Rive gauche, il écrit : «Dans son atelier de la rue d’Assas, travaille aujourd’hui mon ami Alfred Gaspart, dont la réputation serait assurée en une seule journée, s’il daignait seulement convier le public. On saurait alors ce que peut être le mariage de peinture et poésie. »
En 1962, il est écrit dans l’article du Bénézit concernant Alfred Gaspart :
« Peintre de la réalité, il hausse au lyrisme les thèmes les plus modestes. Il peint des figures, des paysages, des aspects de ville et des natures mortes d’un dépouillement saisissant. Ses peintures exécutés en Bourgogne, de 1935 à 1936 sont comme un poème plastique de la vigne. »
Malgré son retrait, Alfred Gaspart continue à peindre sur les bords de la Seine et de la Marne, ou dans son atelier, aux côtés de sa sœur Paule, qui lui restera fidèle jusqu’à sa mort en 1982.
Partagé entre solitude et mondanité, il a noué des amitiés solides, fidèles et durables avec des peintres, sculpteurs et des écrivains comme Pierre-Albert Birot, Madeleine Dinès, Jean Follain, Joaquin Torrès-Garcia, Marie Laurencin, André Salmon, ainsi que le sculpteur Volti.

### Les dernières années
Alfred Gaspart finit sa vie dans une extrême solitude.
Le 12 mars 1993, onze ans après la disparition de Paule et de tous ses amis, Alfred Gaspart décède à l’Hôpital Cochin. Quelques jours auparavant, il est retrouvé dans son atelier de la rue d’Assas à Paris, nu, recroquevillé sous un tableau, le Portrait de Paule à la fenêtre. L’artiste est inhumé le 17 mars dans le caveau familial à Chatou (Yvelines).

### Reconnaissance posthume
En 2005, dans le cadre du soixantième anniversaire de la libération des camps, un ouvrage intitulé: Alfred Gaspart, peindre en captivité, stalag VIIA Moosburg, de Rafaèle Antoniucci et Michel Blay et préfacé par le sculpteur et académicien Antoine Poncet, paraît aux éditions Somogy en collaboration avec la DMPA (Direction de la mémoire, du patrimoine et des archives). Cet ouvrage, accompagné de notes journalières et de lettres écrites à sa sœur, présente un ensemble important de peintures et de dessins de captivité réalisés par l’artiste dont les portraits de prisonniers.
Antoine Poncet écrit dans sa préface. : « Paradoxalement, c’est en s’attachant au quotidien, en scrutant les détails d’une vie misérable, que Gaspart est parvenu à survivre. Sa générosité, la profonde humanité de son regard – dont témoignent notamment les portraits de ses camarades – lui ont ouvert des espaces de liberté où trouver la force de résister.
Mais l’œuvre de Gaspart ne se limite pas aux productions de ces années guerre. Ces témoignages, d’une grande puissance, incitent à lever davantage le voile sur un mystère jusqu’ici malheureusement préservé. Loin des modes, à l’écart de la gloire, il existe des œuvres, des hommes à découvrir. Gaspart est de ceux-là. »
L’année suivante, en 2006, les éditions Jean-Michel Place publient : « Alfred Gaspart, une année dans la vigne - Photographies 1936 » de Rafaèle Antoniucci.
À l’issue de cette parution, soixante cinq tirages photographiques de collection réalisés à partir des négatifs d’époque sont acquis avec l’aide de la Drac par le Musée de la Vie bourguignonne Perrin de Puycousin à Dijon.
En 2012, une exposition de ces photographies, Alfred Gaspart, un poème plastique de la vigne, est organisée au sein du musée pour la Fête de la Saint-Vincent tournante lors de la candidature des Climats de bourgogne au Patrimoine mondial de l’Unesco.
Quelques dessins de Gaspart, illsutrant la vie quotidienne dans les camps de prisonniers, sont également exposés à l'Hôtel de ville de Montbard (5 mai-30 mai 2025) afin de commemorer le 80ème anniversaire de la Libération.